# 近衛増運
近衛 増運（このえ ぞううん、1434年（永享6年） - 1494年1月3日（明応2年11月26日））は、室町時代の天台宗の僧侶。実相院の門跡。園城寺の長吏。父は近衛房嗣。称号は准后。

## 生涯
関白・近衛房嗣の子供として生まれる。母は不明。兄弟に教基・政家・道興・政深・政弁がいる。
兄弟の道興・政深・政弁と同様に仏門に入り、天台宗の僧となり、実相院の門跡となった後、園城寺の長吏となる。
1493年（明応2年）、死去。